# Вуд-Рівер (Вісконсин)
Вуд-Рівер (англ. Wood River) — місто (англ. town) в США, в окрузі Бернетт штату Вісконсин. Населення — 898 осіб (2020).

## Демографія
Згідно з переписом 2010 року, у місті мешкали 953 особи в 384 домогосподарствах у складі 268 родин. Було 605 помешкань
Расовий склад населення:
| - 95,7 % — білих - 1,0 % — корінних американців - 0,1 % — азіатів - 1,3 % — осіб інших рас |

До двох чи більше рас належало 1,9 %. Частка іспаномовних становила 1,9 % від усіх жителів.
За віковим діапазоном населення розподілялося таким чином: 25,2 % — особи молодші 18 років, 59,3 % — особи у віці 18—64 років, 15,5 % — особи у віці 65 років та старші. Медіана віку мешканця становила 44,0 року. На 100 осіб жіночої статі у місті припадало 109,0 чоловіків;  на 100 жінок у віці від 18 років та старших — 109,7 чоловіків також старших 18 років.
Середній дохід на одне домашнє господарство  становив 70 539 доларів США (медіана — 56 389), а середній дохід на одну сім'ю — 79 876 доларів (медіана — 67 500). Медіана доходів становила 50 938 доларів для чоловіків та 31 964 долари для жінок. За межею бідності перебувало 8,3 % осіб, у тому числі 13,5 % дітей у віці до 18 років та 0,0 % осіб у віці 65 років та старших.
Цивільне працевлаштоване населення становило 391 особа. Основні галузі зайнятості: освіта, охорона здоров'я та соціальна допомога — 25,6 %, виробництво — 19,4 %, мистецтво, розваги та відпочинок — 11,0 %, будівництво — 11,0 %.